# Virginia Krausmann
Virginia Krausmann, née le 29 août 1912 à Cleveland et morte le 15 mai 1986 est une autrice de comic strips.

## Biographie
Virginia Krausmann naît le 29 août 1912 à Cleveland dans l'Ohio. Elle étudie à l'école d'art de Cleveland avant de déménager à Rocky River. Dans les années 1930, elle travaille pour la Newspaper Enterprise Association (NEA) et illustre des romans à suivre publiés dans des suppléments de journaux. À partir de mars 1936, elle remplace Dorothy Urfer sur le strip Annibelle, distribué par la NEA et y reste jusqu'à la fin de celui ci le 15 octobre 1939. Entretemps elle avait aussi repris depuis le 3 juillet 1938 le strip Marianne créé par Ethel Hays en 1936. Là encore, elle y reste jusqu'en 1939. Le premier février 1941, elle se marie et peu après elle cesse de travailler. Elle meurt le 15 mai 1986 à Bay Village dans l'Ohio,.